# Callipallene pacifica
Callipallene pacifica är en havsspindelart som först beskrevs av Hedgpeth, J.W. 1939.  Callipallene pacifica ingår i släktet Callipallene och familjen Callipallenidae. Inga underarter finns listade.